# Marlin (Texas)
Marlin é uma cidade localizada no estado norte-americano de Texas, no Condado de Falls.

## Demografia
Segundo o censo norte-americano de 2000, a sua população era de 6628 habitantes.
Em 2006, foi estimada uma população de 6158, um decréscimo de 470 (-7.1%).

## Geografia
De acordo com o United States Census Bureau tem uma área de
11,8 km², dos quais 11,7 km² cobertos por terra e 0,1 km² cobertos por água. Marlin localiza-se a aproximadamente 119 m acima do nível do mar.

## Localidades na vizinhança
O diagrama seguinte representa as localidades num raio de 28 km ao redor de Marlin.